# Steinbruch Hülloch

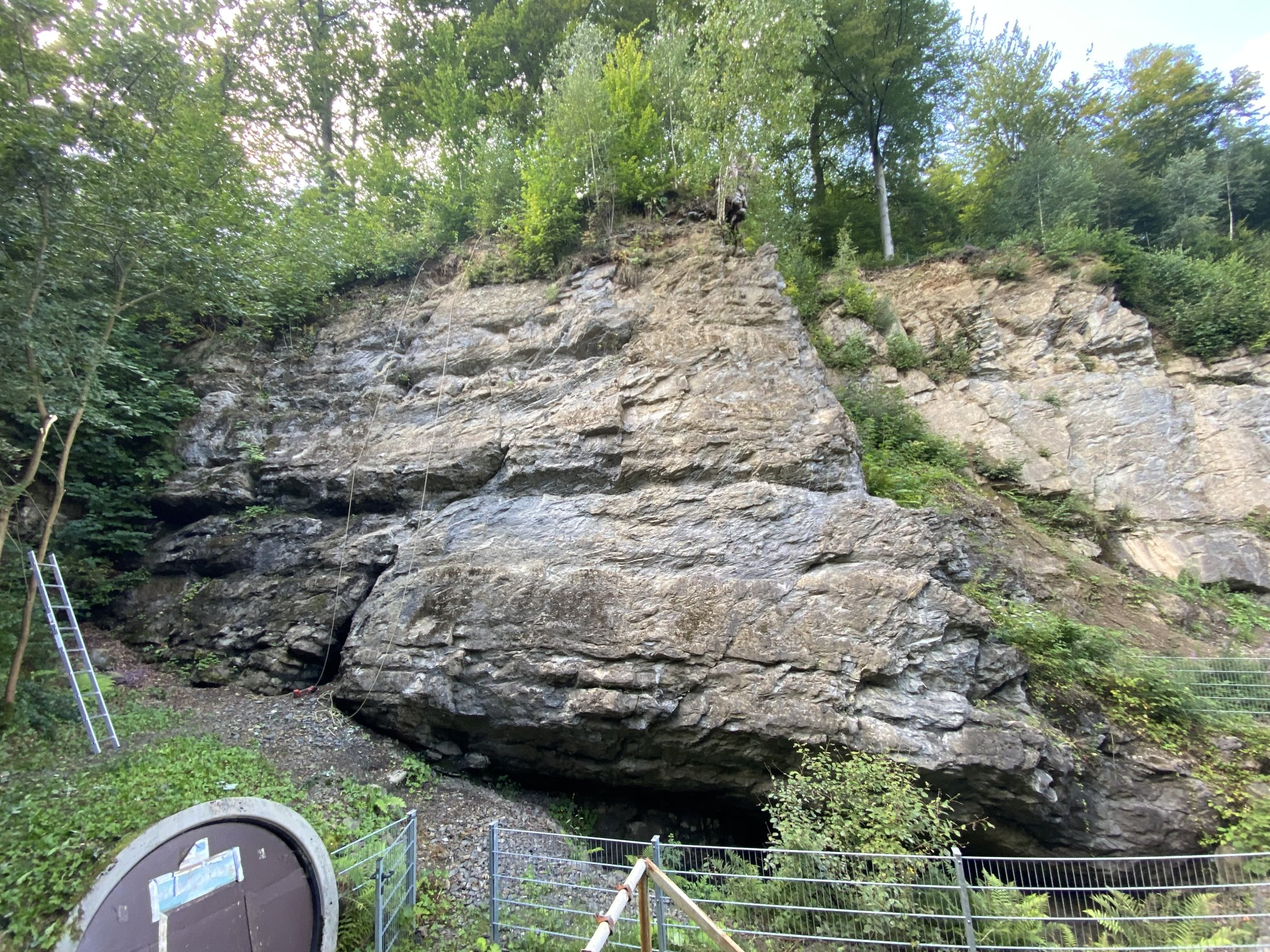
Steinbruch Hülloch: Blick auf die als Geotop geschützte Felswand aus Massenkalk am Klettergebiet Hülloch. Unten links im Bild ist teilweise der Eingang zur Höhle Hülloch I zu sehen.

Der Steinbruch Hülloch bzw. Naturdenkmal Steinbruch bei Kierspe-Buschheide mit den Höhlen Hülloch I und Hülloch II befindet sich im Sauerland am südlichen Innenstadtrand von Kierspe am 465 Meter hohen Berg Arney. Es ist ein ehemaliger Kalksteinbruch. Er wurde 2003 vom Kreistag des Märkischen Kreises mit dem Landschaftsplan Nr. 7 Kierspe als Naturdenkmal mit Namen Steinbruch bei Kierspe-Buschheide und einer Flächengröße von 0,25 ha ausgewiesen. Der Steinbruch wird als Klettergebiet genutzt. In der Nachbarstadt Halver liegt das Naturschutzgebiet Höhle Halver Hülloch mit dem gleichnamigen Hülloch und mit mehreren Höhlengängen mit einer Länge von 655 Metern.

## Naturdenkmal
Der Kalksteinabbau ist seit 1700 belegt.
Der Steinbruch wurde aus erdgeschichtlichen und wissenschaftlichen Gründen als Naturdenkmal ausgewiesen. Der Landschaftsplan Nr. 7 Kierspe führt 2003 (GeoschOb-Kataster Nr. 4811-011) zum Naturdenkmal aus:
„Die Steinbruchwand zeigt einen Profilausschnitt aus den Ems-Eifel-Grenzschichten (früher „Schichten der cultrijugatus-Zone“). Die Schichtenfolge beginnt im unteren (z. T. verschütteten) Steinbruchteil mit biodetritischen, fossilführenden Kalksteinbänken. Sie gehen nach oben in dunkle Mergelsteine mit Crinoiden, Korallen und Brachiopoden und dann in feinsandige, graue Tonsteine über.“
Die Einsicht in das Biotopkataster Nordrhein-Westfalen am 8. September 2024 ergab, dass in der Ortslage des Naturdenkmals bislang kein Biotop eingetragen ist. Im Geotopkataster des Landes Nordrhein-Westfalen ist der Steinbruch seit Juni 1987 mit einer digitalisierten Fläche von 0,31 ha unter der Nummer GK-4811-011 dokumentiert.

## Höhle
Die Höhle führte verschiedene Namen wie Schanhollen-Höhle, Huddelloch, Hütteloch, Hülloch oder Kiersper Hülloch. Seit Freilegungsarbeiten der Speläo-Gruppe-Sauerland e. V. gibt es die Höhlen Hülloch I und Hülloch II.
Im Dreißigjährigen Krieg von 1618 bis 1648 nutzten Kiersper die Schanhollen-Höhle als Zufluchtsstätte. 1672 wurde die Höhle als Huddelloch dokumentiert und 1730 als Hütteloch. Kurz danach bekam sie erstmals den Namen Hülloch.
Von der Höhle gibt es alte Skizzen aus dem Jahr 1840, auf denen eine große Höhle, auch Hülloch genannt, zu sehen ist. Ein früherer Zugang von der Heerstraße aus stürzte wegen Steinbruch-Arbeiten 1863/64 ein. Beim Kalksteinabbau für die angrenzende Heerstraße wurde die Außenwand des ersten großen Raums der Höhle abgebaut. Dadurch kam es vermutlich zum Einsturz eines Höhleneingangs. Der Einsturz passierte während der Mittagspause. So gab es keine Personenschäden. Um 1945 stürzte ein weiterer Zugang ein und die Höhlen waren nicht mehr zugänglich.
Am 15. August 2008 öffnete die Speläo-Gruppe-Sauerland e. V. den Zugang zum Hülloch I. Am 10. August 2009 begann die Höhlen-Zugangssuche zum Hülloch II mit einer Bohrraupe und einer Bohrkrone von 146 cm Durchmesser. Zwei Bohrungen mit 22 Meter und 40 Meter Bohrtiefe wurden durchgeführt. In 13 Meter bzw. 10 Meter fand man Hohlräume. Daraufhin wurde das Gelände 13 m tief zu einem Zugang abgebaggert. Betonrohre von 1,50 Meter Durchmesser sicherten anschließend den Höhleneingangsbereich ab.
Von 2009 bis 2012 führten Experten umfangreiche Arbeiten zur Vermessung und Kartographierung der zugänglichen Höhlenbereiche durch. Diese Arbeiten an den Höhlen förderten bis 2013 die Europäische Union und das Land Nordrhein-Westfalen. Die Arbeiten dauerten mindestens bis 2016. Rund 100 Meter der Höhle Hülloch II wurden bis 2016 freigelegt. Den Zugang bzw. Durchgang zur 1840 dokumentierten sogenannten großen Halle vom Hülloch II erreichte man noch nicht.
In den Höhlen herrschen im gesamten Jahr Temperaturen zwischen acht und zehn Grad Celsius und eine Luftfeuchtigkeit von rund 90 Prozent.
1939 wies Griepenburg insgesamt 55 Tierarten im Hülloch nach, darunter die vier Fledermausarten Zweifarbfledermaus, Zwergfledermaus, Kleine Hufeisennase und Braunes Langohr; die Kleine Hufeisennase kommt heute nur noch in Bundesländern weiter südlich vor. Es kamen 4 Wurmarten, 7 Schneckenarten, 5 Krebstierarten, 4 Tausendfüßlerarten, 8 Urinsektenarten, 10 Zweiflüglerarten, 1 Köcherfliegenart, 2 Schmetterlingsarten (Olivbrauner Höhlenspanner und Zackeneule), 3 Webespinnenarten, 3 Milbenarten und 4 Käferarten (darunter der Höhlen-Raubkäfer) vor.  Die vier Tierarten Bryocamptus zschokkei (Maxillopoda-Ruderfußart), Paracyclops fimbriatus (Ruderfußart), Bdellocephala schneideri (Planarien-Höhlenstrudelwurmart) und Niphargus fontanus (Höhlenflohkrebs-Art), welche Griepenburg 1939 aufführt, wurden nach Wiederöffnung nicht mehr gefunden. Im Bereich Hülloch II fand man seit 2009 seltene Amphibien-, Krebs- und Wurmarten.

## Sage
Über die Schanhollen-Höhle gibt es eine alte Sage. Danach lebten in ihr die Schanhollen, kleine elfenartige Wesen, die nachts zum Vorschein kamen. Die Sage nach Alfred Brenne in Sagen und Geschichten aus dem märkischen Sauerland lautet: „Im Volmetal gab es einst einen Bauern, der sich nebenher als Schleifer ein Zubrot verdiente. Nachts besuchte ihn regelmäßig ein Erdmännlein, das schliff geschickt den Haufen Sensen fertig, der noch in der Ecke lag, wenn der Bauer vor Müdigkeit eingeschlafen war. Am Morgen war der Zwerg wieder verschwunden. Der Schleifer wunderte sich und war sehr neugierig. Deshalb legte er sich eines Abends auf den kleinen Speicher neben dem Schleifstein und schaute durch einen Spalt zu, wie fix dem Zwerg die Arbeit von der Hand ging. Aus Dank kaufte der Bauer einen kleinen Anzug für den Zwerg und legte ihn zusammen mit Essen und Trinken raus. Als das kleine Männlein kam und die Bescherung sah, griff es zu den Butterbroten, zog den schönen Anzug an und besah sich im Spiegel. Es war so entzückt, dass es die Arbeit ganz vergaß. Es tanzte freudig umher und sang: ‚Ich bin ein feines Junkerlein, ich will nicht länger Schleifer sein.‘ Dann tanzte das Männlein zur Tür hinaus und ward nie mehr gesehen.“
Im Jahr 2016 erschien das Buch Aus dem Hülloch zur Weihnachtszeit: 24 Geschichten aus Kierspe, ein literarischer Adventskalender zum Lesen und Vorlesen neuer Geschichten über Kiersper Schanhollen.

## Klettergebiet Hülloch
Der Steinbruch Hülloch liegt auf dem Grundstück von Peter Feltens, der das Gelände 2008 kaufte. 2018 begann die Planung zur Herrichtung des Steinbruchs zum Klettergebiet. Zunächst stellte man eine Anfrage an den Geologischen Dienst Nordrhein-Westfalen, da der Steinbruch als Naturdenkmal ausgewiesen ist. Es wurde ein öffentlich-rechtlicher Vertrag von der Sektion Lüdenscheid des Alpenvereins mit dem Eigentümer sowie der Speläo-Gruppe-Sauerland e. V. geschlossen. Die Speläo-Gruppe-Sauerland e. V. musste als Betreuer der beiden Höhlen einbezogen werden. Man führte eine einfache Artenschutzprüfung durch. Die Untere Naturschutzbehörde des Märkischen Kreises erteilte am 31. Oktober 2019 die Genehmigung des Klettergebietes Hülloch. Zunächst wurden im Bruch Büsche und Bäume vor der Felswand entfernt. Bis zu 14 freiwillige Helfer waren im Einsatz. Die örtliche Freiwillige Feuerwehr spritzte die Felswand mit einigen C-Rohren ab, um loses Gestein und Bewuchs zu entfernen. Anschließend wurde weiteres loses Gestein per Hand von Kletterern entfernt. Danach wurden die 13 Kletterrouten mit unterschiedlichen Schwierigkeitsgraden angelegt. Die Schwierigkeitsgrade gehen von 3 bis 8. Die maximale Felswandhöhe beträgt 13 Meter. Die Anlage des Klettergebietes förderte der Europäische Landwirtschaftsfonds für die Entwicklung des ländlichen Raums mit 8000 Euro.
Der Steinbruch Hülloch wurde am 27. April 2024 als Klettergebiet geöffnet. Wer das Klettergebiet zum Klettern nutzen möchte, muss sich online bei der Sektion Lüdenscheid des Alpenvereins anmelden. Nach Anmeldung wird ein Code zugeteilt, mit dem das Zugangstor geöffnet werden kann. Die Kletterrouten, die den Eingang der Schanhollen-Höhle tangieren, dürfen wegen der Möglichkeit der Höhlennutzung durch Fledermäuse als Winterquartier vom 1. Oktober bis 31. März nicht beklettert werden. Für den Deutschen Alpenverein hat die Sektion Lüdenscheid die Gebietspatenschaft übernommen.

## Schanhollenfest
Auf dem Vorplatz der Schanhollenhöhle und in der „Naturarena Hülloch“ fanden seit 2011 mehrmals Schanhollenfeste statt. Das Schanhollenfest fand alle zwei Jahre statt und zwar in dem Jahr, in welchem es kein Stadtfest gab. Das Fest wurde vom Flächeneigentümer, der Speläo-Gruppe-Sauerland und der Sparkasse Kierspe-Meinerzhagen, jeweils an einem Samstag durchgeführt. 2017 gab es das letzte Schanhollenfest mit Informationen über die Ausgrabungen in der Höhle und Live-Schaltungen aus der Höhle.